# ليو (فلم هندي 2023)
ليو (بالإنجليزية: Leo) هو فيلم أكشن وإثارة هندي، من إخراج لوكيش كاناجاراج وإنتاج لاليت كومار وجاجاديش بالانيسامي. حيثُ يقوم فيجاي بدور البطولة في الفيلم، إلى جانب سانجاي دوت، وأرجون، وتريشا، ومادونا سيباستيان، وغوثام فيسوديف مينون، وميسكين، ومنصور علي خان، وجورج ماريان، وبريا أناند، وماثيو توماس.
يُعتبر هذا الفيلم الجزء الثالث في عالم لوكيش السينمائي ومستوحى من فيلم "تاريخ عنف" (2005)، الذي كان مستوحىً بدوره من رواية مصورة تحمل نفس الاسم.
أُعلن عن الفيلم رسميًا في كانون الثاني (يناير) 2023، تحت العنوان المبدئي (ثالاباثي 67)، وبدأ التصوير في نفس الشهر في مدينة تشيناي بإلاضافة إلى جدول متقطع في كشمير.
يحتوي الفيلم على موسيقى من تأليف أنيرود رافيشاندر، والتصوير السينمائي عَمِلَ عليه مانوج باراماهامسا والتحرير فيلومين راج.

## طاقم العمل
- فيجاي
- تريشا
- سانجاي دوت
- أرجون
- جوثام فاسوديف مينون
- منصور علي خان
- ميسكين
- ماثيو توماس
- بريا أناند
- كيران راثود
- ساندي ماستر
- بابو أنطونيو
- مانوبالا
- جورج ماريان
- ابهيرامي فينكاتشالام
- جعفر صادق
- إيال
- فاسانثي
- مايا س. كريشنان
- سانثي ماياديفي
- دينزل سميث
- مادونا سيباستيان
- أنوراغ كاشياب
- راماكريشنان

## الإنتاج

### مرحلة التطوير

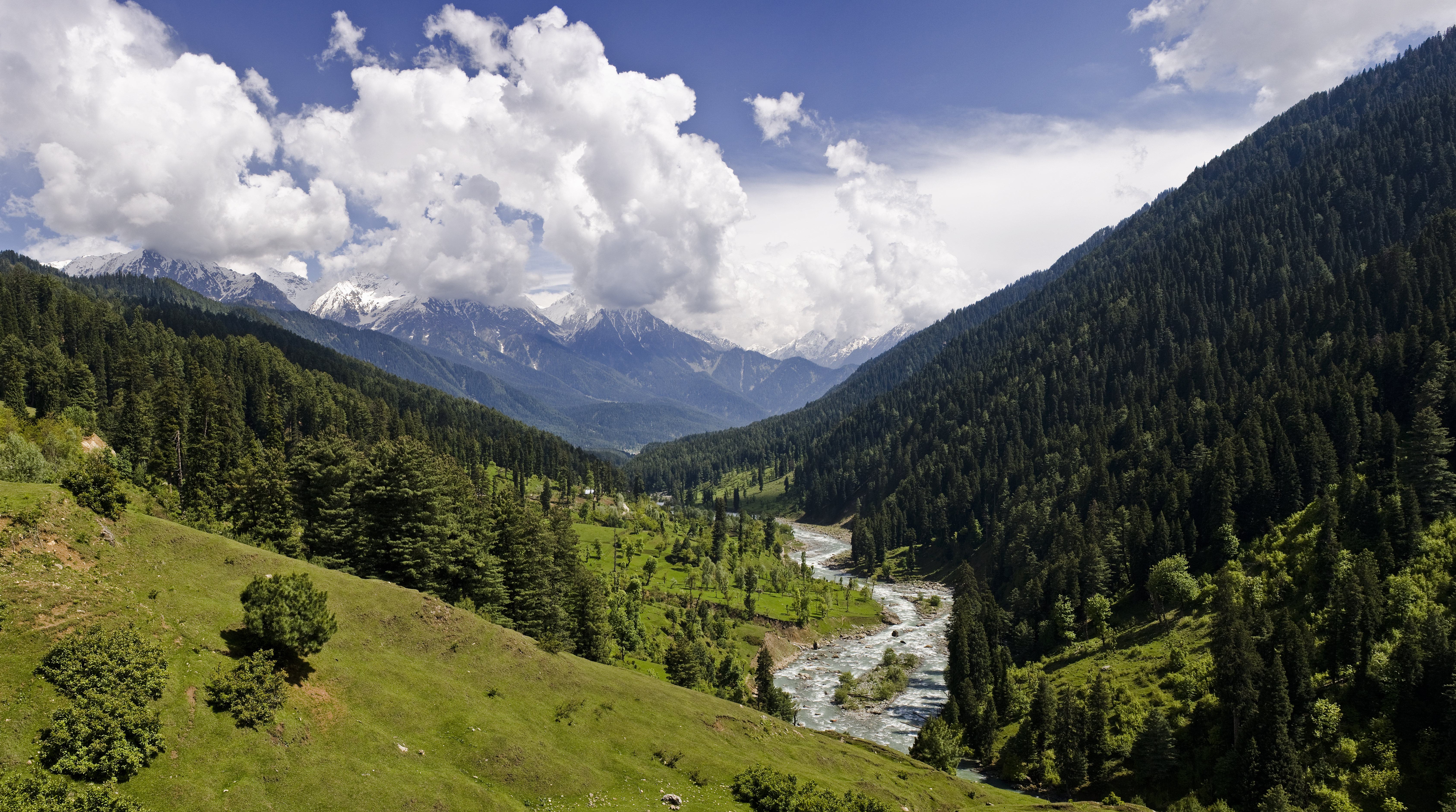
صُور ليو بشكل رئيسي في كشمير.

بعد نجاح فلم ماستر في أوائل عام 2021، أفيد أن لوكيش كاناغاراج زار فيجاي في مقر إقامته وروى نصًا أثار إعجابه؛ كان من المفترض أن يكون المشروع هو الفيلم السادس والستين للممثل فيجاي كممثل رئيسي، ولكن ذهب هذا المنصب بدلاً من ذلك إلى فاريسو. استمرت التقارير عن التعاون المحتمل بين لوكيش و فيجاي حتى شهر شباط 2022. في شهر آذار (مارس)، أكد لوكيش أن هناك بعض المناقشات التي قد أُجريت معه لإخراج فيلم فيجاي رقم 67. في شهر أيار في 2022، حيثُ أُكد المشروع، الذي يحمل عنوان مبدئي ثالاباثي67.
مُول المشروع من قبل استوديو الشاشة السابعة التابع إلى لاليت كومار، الذي قام بتوزيع وإنتاج برنامج ماستر، بينما يعمل مدير أعمال فيجاي جاجاديش كمنتج مشارك. وأصدرت الشركة إعلانًا عامًا في 30 كانون الثاني (يناير) 2023، تؤكد فيه على الشروع في العمل على الفيلم، وكُشف عن العنوان الرسمي للفيلم "ليو" في 3 شباط 2023.

### مرحلة ما قبل الإنتاج
استغرق لوكيش ما يقارب ستة أشهر للكتابة ومرحلة ما قبل الإنتاج. وذلك بالشراكة مع راتنا كومار، في تعاونه الثالث على التوالي مع المخرج وديراج فيدي. حيثُ انضم كلاهما إلى فريق الكتابة في منتصف شهر آب 2022.
في 7 كانون الأول (ديسمبر)، قام الفريق بتصوير الفيديو الترويجي للفيلم لمدة ثلاثة أيام تقريبًا. وفي منتصف كانون الثاني (يناير) 2023، أُعلن عن وجود مانوج باراماهمسا كمصور سينمائي، وهو أول تعاون له مع لوكيش والثالث مع فيجاي بعد نانبان (2012) وبيست (2022). أنيرود رافيشاندر سيسجل الموسيقى في فيلمه الثالث على التوالي مع المخرج.
صُممت أزياء فيجاي من قبل برافين رجا، جنبًا إلى جنب مع مصممي الأزياء بالافي سينغ وإيكا لاخاني. وعُين رامكومار بالاسوبرامانيان كمنتج تنفيذي للفيلم من قبل دار الإنتاج.

## الموسيقى ووسائل الإعلام

### الموسيقى
الموسيقى التصويرية من تأليف أنيرود رافيشاندر، حيثُ شُريت حقوق الموسيقى بواسطة شركة سوني للموسيقى الهندية. وأُصدرت أغنية الفلم التي ظهرت في الفيديو الترويجي وكانت مدته دقيقتين وذلك في 3 شباط 2023، وهو نفس تاريخ العرض الترويجي. حيثُ كانت تحتوي على كلمات إنجليزية كتبها هايزنبرغ . وأُصدرت أول أغنية في 22 حزيران 2023 بمناسبة عيد ميلاد فيجاي.

### وسائل الإعلام
حُصل على حقوق البث الرقمي بواسطة نتفليكس، وحقوق القمر الصناعي بواسطة سي تي في.